# فابین بیانکالانی
فابیَن بیانکالانی (به فرانسوی: Fabien Biancalani) (زاده ۲۳ مارس ۱۹۸۱)، خواننده و بازیگر فرانسوی.